# 马里奥·特雷比
马里奥·特雷比（義大利語：Mario Trebbi，1939年9月9日—2018年8月14日），意大利男子足球运动员，司职后卫。他曾代表意大利国奥队参加1960年夏季奥林匹克运动会足球比赛，获得第四名。